# دالي راسموسن
دالي راسموسن (بالإنجليزية: Dale Rasmussen)‏ هو لاعب اتحاد الرغبي نيوزيلندي، ولد في 5 يوليو 1977 في أوكلاند في نيوزيلندا.

## وصلات خارجية
- دالي راسموسن عل موقع إسبنسكروم (الإنجليزية)
- دالي راسموسن على موقع ItsRugby.co.uk (الإنجليزية)